# Tiril Eckhoff
Pour les articles homonymes, voir Eckhoff.
Tiril Kampenhaug Eckhoff, née le 21 mai 1990 à Bærum, est une biathlète norvégienne. Elle est double championne olympique en relais mixte, détentrice de six autres médailles olympiques remportées en trois participations aux Jeux (2014, 2018, 2022) et triple championne du monde en compétition individuelle. Elle est à l'âge de 30 ans la septième biathlète norvégienne à remporter le gros globe de cristal de la Coupe du monde. 
La saison 2020-2021 est la meilleure de sa carrière : elle signe treize victoires dont un record de cinq doublés sprint/poursuite (réalisés consécutivement). Forte de ces résultats exceptionnels, elle remporte le classement général de la Coupe du monde pour la première fois, ainsi que les petits globes du sprint et de la poursuite, alors qu'aux championnats du monde de Pokljuka, elle a été la plus médaillée de tous avec six médailles dont quatre titres comprenant le doublé sprint/poursuite. Lors des Jeux de Pékin 2022, médaillée d'or avec le relais mixte norvégien, en bronze dans la poursuite et en argent dans la mass start, elle parvient à un total de huit médailles olympiques remportées en trois participations. Totalement absente du circuit après la saison 2021-2022 à cause de problèmes de santé, elle annonce finalement officiellement sa retraite en mars 2023.

## Carrière
Tiril Eckhoff fait ses premiers pas au niveau international en 2008, avec une septième place à l'individuel des Championnats du monde jeunesse, puis devient championne d'Europe junior du sprint en 2010.
Elle débute en Coupe du monde en mars 2011 à Oslo-Holmenkollen. Un an plus tard, après deux podiums en IBU Cup, elle marque ses premiers points en Coupe du monde, se classant notamment septième de la mass start sur l'étape de Khanty-Mansiïsk. En 2013, elle monte sur son premier podium dans un relais à Sotchi, puis lors de la saison 2013-2014, elle se classe troisième de la poursuite du Grand-Bornand, montant sur son premier podium individuel. Ensuite, elle est médaillée à trois reprises lors des Jeux olympiques d'hiver de 2014 remportant un titre en relais mixte, une médaille individuelle (à la mass-start) et une autre médaille en relais.
Au début de la saison 2014-2015, elle gagne sa première course en Coupe du monde au sprint d'Östersund.
Lors des Mondiaux 2016 qui se déroulent dans son pays à Holmenkollen, Eckhoff décroche la médaille de bronze en relais mixte, l'or dans le sprint puis dans le relais féminin. Elle arrête sa saison sur ces championnats et ne participe pas à la dernière étape de la Coupe du monde à Khanty-Mansiïsk. En 2017, après un début de saison et des Championnats du monde sans podium, elle réagit pour finir deuxième du sprint de Pyeongchang et première du sprint de Kontiolahti et de la mass start d'Oslo.
Lors de la saison 2017-2018, après un début de saison raté (aucun top 20), elle signe sa cinquième victoire lors du sprint d'Antholz-Anterselva, devant Laura Dahlmeier qu'elle devance de douze secondes. Aux Jeux olympiques de Pyeongchang, elle remporte de nouveau la médaille de bronze à la mass start, qui s'ajoute à celle de bronze au relais mixte.
En 2019, elle gagne l'individuel court de Canmore, sa première victoire dans cette épreuve, puis devient vice-championne du monde de la poursuite à Östersund et remporte les deux titres des relais, féminin et mixte.
Lors de la Coupe du monde 2019-2020, Tiril Eckhoff affiche une forme physique remarquable et réalise son meilleur début de saison, s'appuyant notamment sur un tir bien plus fiable qu'auparavant. Elle enchaîne ainsi quatre victoires consécutives en décembre (la poursuite de Hochfilzen suivie d'un triplé sprint, poursuite et mass-start au Grand-Bornand les 20, 21 et 22 décembre). En janvier, elle confirme et endosse pour la première fois le dossard jaune de leader de la Coupe du monde à l'issue du sprint et de la poursuite de Ruhpolding, deux courses qu'elle remporte de belle manière. Mais la Norvégienne passe au travers des championnats du monde à Antholz-Anterselva sur un plan individuel (elle s'adjuge tout de même deux médailles d'or avec les relais dames et mixte norvégiens), si bien qu'elle perd pied au classement général de la Coupe du monde, dépassée par Dorothea Wierer qui reprend le dossard jaune dès le début des Mondiaux et consolide son avance par la suite. Elle reprend néanmoins le fil de sa belle saison lors de la 7e étape de la Coupe du monde à Nové Město en remportant le 8 mars la mass-start, sa septième victoire de l'hiver, ce qui lui permet de garder espoir dans la course au gros globe de cristal. Après une troisième place sur le sprint à Kontiolahti pour ce qui est la dernière étape de Coupe du monde de la saison en raison de la pandémie de coronavirus, elle ne peut faire mieux qu'une dixième place sur la poursuite le lendemain, insuffisant pour remporter le gros globe de cristal de la saison 2019-2020 face à l'Italienne Dorothea Wierer.
L'hiver 2020-2021 est le meilleur de sa carrière. Elle est la plus médaillée de tous les biathlètes aux championnats du monde de Pokljuka, s'imposant avec la Norvège dans les relais féminin et mixte, et réalisant le doublé sprint/poursuite individuellement pour totaliser quatre médailles d'or et six podiums en comptant l'argent du relais mixte simple et le bronze de la mass start. Elle enfile les succès en Coupe du monde, notamment lors des deux étapes organisées à Nové Město début mars où elle enchaine quatre victoires consécutives (deux nouveaux doublés sprint/poursuite). Ses succès en Tchéquie lui assurent d'ailleurs à une étape de la fin de la saison, non seulement le gain des petits globes du sprint et de la poursuite, mais également celui du classement général de la Coupe du monde devant sa compatriote Marte Olsbu Røiseland. Le 19 mars, à Östersund, elle remporte sa septième victoire (de rang) en sprint, à une unité du record de Magdalena Neuner (huit sprints remportés sur les dix de la saison  2011-2012), son treizième et ultime succès de la saison, à une unité du record de Magdalena Forsberg (quatorze victoires en 2000-2001). Tiril Eckhoff gagne finalement la moitié des épreuves individuelles de la saison 2020-2021 et, dans le contexte de l'application du règlement exceptionnel de retrait de scores lié à la crise de Covid-19, elle réussit l'exploit de totaliser le maximum de points possible dans les classements du sprint (les sept meilleurs résultats conservés sur les dix courses, soit 420 points pour 7 victoires) et de la poursuite (les six meilleurs résultats conservés sur les huit courses, soit 360 points pour 6 victoires).
Au moment d'aborder la saison 2021-2022 à Östersund, la forme et la réussite exceptionnelles de l'hiver précédent ne sont plus qu'un souvenir pour Tiril Eckhoff. La Norvégienne apparaît en effet en difficulté derrière la carabine et est loin de son meilleur niveau sur les skis (8e temps de ski moyen, perdant en moyenne 47 secondes sur le meilleur temps de ski par course). Faute de résultats à la hauteur de ses ambitions, le doute s'installe et, malgré une encourageante 6e place sur le sprint d'Hochfilzen, Tiril Eckhoff décide de quitter prématurément Le Grand Bornand après le sprint qu'elle termine à la onzième place, faisant ainsi l'impasse sur la poursuite et la mass-start. À la trêve de Noël elle est seulement 27e du classement général. Elle donne alors la priorité à l'entrainement mais est cependant de retour à la compétition à Ruhpolding. Elle dispute seulement quatre épreuves au cours du mois de janvier. Elle gagne notamment en relais et termine 6e de la mass-start à Antholz, affichant une condition retrouvée avant le grand rendez-vous de l'hiver.
Aux Jeux Olympiques de 2022 à Pékin, elle est sacrée d'entrée championne olympique de relais mixte en compagnie de Marte Olsbu Røeiseland, Tarjei Boe et Johannes Thingnes Boe. Elle se classe 22e de l'individuel à cause de 5 minutes de pénalité sur les tirs debout, mais signe pour la première fois depuis le début de la saison le meilleur temps de ski sur une course individuelle. 11e du sprint, elle remporte la médaille de bronze de la poursuite, derrière Marte Olsbu Røeiseland et Elvira Öberg, profitant de la défaillance spectaculaire, à quelques hectomètres de l'arrivée, de sa collègue Ingrid Landmark Tandrevold, victime d'un problème de fibrillation articulaire. Alignée en seconde position dans le relais féminin, elle craque complètement au tir debout, ratant cinq balles, dont les trois pioches, et entraine l'équipe de Norvège dans les profondeurs du classement à près de deux minutes de la tête. La Norvège termine finalement au pied du podium (4e). À la fin des Jeux, Tiril Eckhoff parvient à monter pour la troisième fois sur le podium olympique de la mass-start. Après le bronze en 2014 et en 2018, elle décroche cette fois la médaille d'argent, derrière la Française Justine Braisaz-Bouchet et devant sa compatriote Marte Olsbu Røeiseland, à la faveur d'un 16/20 au tir et du meilleur temps de ski de la course. 
Lors de la reprise de la coupe du monde, elle termine 2e du sprint avant de s'imposer pour la première fois de la saison sur la poursuite de Kontiolahti. Elle réalise le doublé sprint-poursuite à Oslo Holmenkollen, devenant ainsi la Norvégienne comptant le plus de victoires individuelles en coupe du monde (29 succès), devant Tora Berger (28). Eckhoff reçoit en fin de saison la médaille Holmenkollen.
Touchée et diminuée par la Covid-19 en mars 2022, elle pense un temps au cours de la trêve estivale arrêter sa carrière. Traversant une « période difficile » selon sa fédération, celle-ci indique en novembre qu'Eckhoff n'est pas capable de s'entraîner ou de participer à des compétitions. Ceci explique son absence de l'équipe norvégienne au début de la saison de Coupe du monde 2022-2023. Sa fédération annonce à la fin du mois de décembre qu'elle a repris l'entrainement mais plus tard en janvier 2023 son forfait pour l'ensemble de la saison est confirmé par son entraineur de tir. Finalement la saison de l'olympiade 2022 aura été sa dernière. En effet, Tiril Eckhoff annonce à Oslo le 15 mars 2023 qu'elle met un terme à sa carrière.
En 2025 elle participe a la saison 20 de l'émission Skal vi Danse (version norvégienne de Danse avec les stars.

## Biographie
Tiril Eckhoff est la sœur des anciens biathlètes Stian Eckhoff et Kaja Eckhoff, Stian étant un de ses entraîneurs. En parallèle de sa carrière sportive, elle a suivi des études d'ingénieur à l'Université de Trondheim. 
Elle tient un podcast en commun avec sa meilleure amie et coéquipière Ingrid Landmark Tandrevold nommé Kant Ut.

## Caractéristiques de ses performances sportives
Ces données sont fournies par le site de l'IBU,,.
Tiril Eckhoff est une des biathlètes les plus rapides à ski du circuit de la coupe du monde, à tel point que l'équipe de ski de fond aurait envisagé de faire appel à elle lors des JO 2022 pour pallier les forfaits de plusieurs Norvégiennes. Elle a été première dans ce domaine statistique lors de la saison 2020-2021, lorsqu'elle a remporté le gros globe de cristal. En revanche, son tir, trop aléatoire, ne lui assure pas de stabilité, à l'exception des saisons 2019-2020 et 2020-2021. 

### Ski de fond
| Saison    | Écart moyen sur la meilleure skieuse | Moyenne du classement de chaque temps de ski | Classement au temps de ski moyen |
| --------- | ------------------------------------ | -------------------------------------------- | -------------------------------- |
| 2010-2011 | +2:25.4                              | 62                                           | 50                               |
| 2011-2012 | +2:03.3                              | 32                                           | 42                               |
| 2012-2013 | +1:22.3                              | 19                                           | 16                               |
| 2013-2014 | +52.4                                | 11                                           | 8                                |
| 2014-2015 | +57.0                                | 8                                            | 5                                |
| 2015-2016 | +21.1                                | 4                                            | 4                                |
| 2016-2017 | +23.7                                | 6                                            | 3                                |
| 2017-2018 | +28.6                                | 6                                            | 4                                |
| 2018-2019 | +19.4                                | 5                                            | 2                                |
| 2019-2020 | +21.0                                | 6                                            | 3                                |
| 2020-2021 | +9.2                                 | 4                                            | 1                                |
| 2021-2022 | +28.3                                | 7                                            | 3                                |

### Tir
| Saison    | Précision au tir couché | Précision au tir debout | Précision de tir |
| --------- | ----------------------- | ----------------------- | ---------------- |
| 2010-2011 | 87                      | 67                      | 77               |
| 2011-2012 | 92                      | 68                      | 80               |
| 2012-2013 | 85                      | 65                      | 75               |
| 2013-2014 | 89                      | 75                      | 82               |
| 2014-2015 | 85                      | 74                      | 79               |
| 2015-2016 | 91                      | 69                      | 80               |
| 2016-2017 | 81                      | 76                      | 79               |
| 2017-2018 | 79                      | 74                      | 76               |
| 2018-2019 | 82                      | 72                      | 77               |
| 2019-2020 | 89                      | 78                      | 83               |
| 2020-2021 | 85                      | 84                      | 85               |
| 2021-2022 | 89                      | 76                      | 82               |

## Palmarès

### Jeux olympiques
| Édition / Épreuve | Individuel | Sprint | Poursuite                           | Mass start                          | Relais                             | Relais mixte                       |
| ----------------- | ---------- | ------ | ----------------------------------- | ----------------------------------- | ---------------------------------- | ---------------------------------- |
| Sotchi 2014       | 18e        | 18e    | 24e                                 | Médaille de bronze, Jeux olympiques | Médaille d'argent, Jeux olympiques | Médaille d'or, Jeux olympiques     |
| Pyeongchang 2018  | 23e        | 24e    | 9e                                  | Médaille de bronze, Jeux olympiques | 4e                                 | Médaille d'argent, Jeux olympiques |
| Pékin 2022        | 22e        | 11e    | Médaille de bronze, Jeux olympiques | Médaille d'argent, Jeux olympiques  | 4e                                 | Médaille d'or, Jeux olympiques     |

Légende :
- : première place, médaille d'or
- : deuxième place, médaille d'argent
- : troisième place, médaille de bronze

### Championnats du monde
| Édition / Épreuve       | Individuel | Sprint               | Poursuite                | Mass start                | Relais               | Relais mixte              | Relais mixte simple              |
| ----------------------- | ---------- | -------------------- | ------------------------ | ------------------------- | -------------------- | ------------------------- | -------------------------------- |
| Kontiolahti 2015        | 52e        | 19e                  | 18e                      | 16e                       | 5e                   | Médaille de bronze, monde | Épreuve inexistante à cette date |
| Holmenkollen 2016       | 43e        | Médaille d'or, monde | 17e                      | 24e                       | Médaille d'or, monde | Médaille de bronze, monde | Épreuve inexistante à cette date |
| Hochfilzen 2017         | 39e        | 13e                  | 30e                      | 12e                       | 11e                  | 8e                        | Épreuve inexistante à cette date |
| Östersund 2019          | 37e        | 9e                   | Médaille d'argent, monde | 5e                        | Médaille d'or, monde | Médaille d'or, monde      | —                                |
| Antholz-Anterselva 2020 | 15e        | 59e                  | 20e                      | 7e                        | Médaille d'or, monde | Médaille d'or, monde      | —                                |
| Pokljuka 2021           | 23e        | Médaille d'or, monde | Médaille d'or, monde     | Médaille de bronze, monde | Médaille d'or, monde | Médaille d'or, monde      | Médaille d'argent, monde         |

Légende :
- : première place, médaille d'or
- : deuxième place, médaille d'argent
- : troisième place, médaille de bronze
- — : non disputée par Eckhoff
- : pas d'épreuve

### Coupe du monde
- 1 gros globe de cristal en 2021.
- 3 petits globes de cristal :
  - Vainqueur du classement du sprint en 2021.
  - Vainqueur du classement de la poursuite en 2020 et 2021.
- 88 podiums[25] : 
  - 49 podiums individuels : 29 victoires, 9 deuxièmes places et 11 troisièmes places.
  - 20 podiums en relais : 12 victoires, 5 deuxièmes places et 3 troisièmes places.
  - 17 podiums en relais mixte : 10 victoires, 3 deuxièmes places et 4 troisièmes places.
  - 2 podiums en relais simple mixte : 1 deuxième place et 1 troisième place.

#### Classements annuels
| Saison    | Individuel | Individuel | Sprint | Sprint   | Poursuite | Poursuite | Mass start | Mass start | Général | Général  |
| Saison    | Points     | Position   | Points | Position | Points    | Position  | Points     | Position   | Points  | Position |
| --------- | ---------- | ---------- | ------ | -------- | --------- | --------- | ---------- | ---------- | ------- | -------- |
| 2010-2011 |            |            | -      | nc       | -         | nc        |            |            | -       | nc       |
| 2011-2012 |            |            | 17     | 63e      | 21        | 56e       | 36         | 33e        | 74      | 57e      |
| 2012-2013 | -          | nc         | 127    | 28e      | 98        | 28e       | 74         | 25e        | 299     | 29e      |
| 2013-2014 | 59         | 9e         | 188    | 9e       | 236       | 5e        | 87         | 8e         | 570     | 7e       |
| 2014-2015 | 42         | 23e        | 309    | 6e       | 125       | 22e       | 130        | 12e        | 606     | 11e      |
| 2015-2016 | 63         | 14e        | 158    | 20e      | 189       | 10e       | 134        | 10e        | 544     | 11e      |
| 2016-2017 | 2          | 71e        | 277    | 6e       | 169       | 16e       | 119        | 12e        | 567     | 11e      |
| 2017-2018 | 19         | 39e        | 130    | 16e      | 90        | 29e       | 58         | 27e        | 297     | 23e      |
| 2018-2019 | 64         | 14e        | 154    | 20e      | 176       | 10e       | 123        | 15e        | 517     | 13e      |
| 2019-2020 | 61         | 15e        | 283    | 3e       | 232       | 1re       | 195        | 2e         | 786     | 2e       |
| 2020-2021 | 41         | 27e        | 420    | 1re      | 360       | 1re       | 172        | 5e         | 1152    | 1re      |
| 2021-2022 | 41         | 13e        | 256    | 7e       | 158       | 13e       | 100        | 11e        | 555     | 11e      |

#### Détail des victoires
| Saison \ Épreuve | Individuel | Sprint                                                                                       | Poursuite                                                                          | Mass start                  | Total |
| 2014-2015        |            | Östersund                                                                                    |                                                                                    |                             | 1     |
| 2015-2016        |            | Holmenkollen (Ch. du monde)                                                                  |                                                                                    |                             | 1     |
| 2016-2017        |            | Kontiolahti                                                                                  |                                                                                    | Holmenkollen                | 2     |
| 2017-2018        |            | Antholz-Anterselva                                                                           |                                                                                    |                             | 1     |
| 2018-2019        | Canmore    |                                                                                              |                                                                                    |                             | 1     |
| 2019-2020        |            | Le Grand-Bornand Ruhpolding                                                                  | Hochfilzen Le Grand-Bornand Ruhpolding                                             | Le Grand-Bornand Nové Město | 7     |
| 2020-2021        |            | Hochfilzen 2 Oberhof 1 Oberhof 2 Pokljuka (Ch. du monde) Nové Město 1 Nové Město 2 Östersund | Kontiolahti Hochfilzen 2 Oberhof Pokljuka (Ch. du monde) Nové Město 1 Nové Město 2 |                             | 13    |
| 2021-2022        |            | Holmenkollen                                                                                 | Kontiolahti Holmenkollen                                                           |                             | 3     |
| Total            | 1          | 14                                                                                           | 11                                                                                 | 3                           | 29    |

#### Résultats détaillés en Coupe du monde
| Résultats détaillés en Coupe du monde | Résultats détaillés en Coupe du monde | Résultats détaillés en Coupe du monde | Résultats détaillés en Coupe du monde | Résultats détaillés en Coupe du monde | Résultats détaillés en Coupe du monde | Résultats détaillés en Coupe du monde | Résultats détaillés en Coupe du monde | Résultats détaillés en Coupe du monde | Résultats détaillés en Coupe du monde | Résultats détaillés en Coupe du monde | Résultats détaillés en Coupe du monde | Résultats détaillés en Coupe du monde | Résultats détaillés en Coupe du monde | Résultats détaillés en Coupe du monde | Résultats détaillés en Coupe du monde | Résultats détaillés en Coupe du monde | Résultats détaillés en Coupe du monde | Résultats détaillés en Coupe du monde | Résultats détaillés en Coupe du monde | Résultats détaillés en Coupe du monde | Résultats détaillés en Coupe du monde | Résultats détaillés en Coupe du monde | Résultats détaillés en Coupe du monde | Résultats détaillés en Coupe du monde | Résultats détaillés en Coupe du monde | Résultats détaillés en Coupe du monde | Résultats détaillés en Coupe du monde | Résultats détaillés en Coupe du monde | Résultats détaillés en Coupe du monde | Résultats détaillés en Coupe du monde |
| Saison                                | 1                                     | 2                                     | 3                                     | 4                                     | 5                                     | 6                                     | 7                                     | 8                                     | 9                                     | 10                                    | 11                                    | 12                                    | 13                                    | 14                                    | 15                                    | 16                                    | 17                                    | 18                                    | 19                                    | 20                                    | 21                                    | 22                                    | 23                                    | 24                                    | 25                                    | 26                                    | 27                                    | Courses                               | Points                                | Classement                            |
| ------------------------------------- | ------------------------------------- | ------------------------------------- | ------------------------------------- | ------------------------------------- | ------------------------------------- | ------------------------------------- | ------------------------------------- | ------------------------------------- | ------------------------------------- | ------------------------------------- | ------------------------------------- | ------------------------------------- | ------------------------------------- | ------------------------------------- | ------------------------------------- | ------------------------------------- | ------------------------------------- | ------------------------------------- | ------------------------------------- | ------------------------------------- | ------------------------------------- | ------------------------------------- | ------------------------------------- | ------------------------------------- | ------------------------------------- | ------------------------------------- | ------------------------------------- | ------------------------------------- | ------------------------------------- | ------------------------------------- |
| 2010-2011                             |                                       |                                       |                                       |                                       |                                       |                                       |                                       |                                       |                                       |                                       |                                       |                                       |                                       |                                       |                                       |                                       |                                       |                                       |                                       | .                                     | .                                     | .                                     | .                                     |                                       |                                       |                                       |                                       | 2/26                                  | -                                     | n.c.                                  |
| 2010-2011                             | IN                                    | SP                                    | PU                                    | SP                                    | PU                                    | IN                                    | SP                                    | SP                                    | MS                                    | IN                                    | SP                                    | PU                                    | SP                                    | MS                                    | SP                                    | PU                                    | SP                                    | PU                                    | MS                                    | SP                                    | PU                                    | IN                                    | MS                                    | SP 49e=                               | PU 45e                                | MS                                    |                                       | 2/26                                  | -                                     | n.c.                                  |
| 2011-2012                             |                                       |                                       |                                       |                                       |                                       |                                       |                                       |                                       |                                       |                                       |                                       |                                       |                                       |                                       |                                       |                                       |                                       |                                       |                                       | .                                     | .                                     | .                                     | .                                     |                                       |                                       |                                       |                                       | 8/26                                  | 74                                    | 57e                                   |
| 2011-2012                             | IN                                    | SP                                    | PU                                    | SP                                    | PU                                    | SP                                    | PU                                    | SP                                    | MS                                    | IN                                    | SP                                    | PU                                    | SP 53e                                | MS                                    | SP 44e                                | PU 46e                                | MS                                    | SP 47e                                | PU Ab.                                | SP                                    | PU                                    | IN                                    | MS                                    | SP 24e                                | PU 20e                                | MS 7e                                 |                                       | 8/26                                  | 74                                    | 57e                                   |
| 2012-2013                             |                                       |                                       |                                       |                                       |                                       |                                       |                                       |                                       |                                       |                                       |                                       |                                       |                                       |                                       | .                                     | .                                     | .                                     | .                                     |                                       |                                       |                                       |                                       |                                       |                                       |                                       |                                       |                                       | 20/26                                 | 299                                   | 29e                                   |
| 2012-2013                             | IN 52e                                | SP 49e                                | PU 51e                                | SP 45e                                | PU 44e                                | SP 18e                                | PU 22e                                | MS 19e                                | SP 65e                                | PU                                    | SP 24e                                | MS                                    | SP 54e                                | PU 29e                                | SP                                    | PU                                    | IN                                    | MS                                    | SP 15e                                | PU 6e                                 | MS 20e                                | IN 50e                                | SP 11e                                | SP 10e                                | PU 12e                                | MS 10e                                |                                       | 20/26                                 | 299                                   | 29e                                   |
| 2013-2014                             |                                       |                                       |                                       |                                       |                                       |                                       |                                       |                                       |                                       |                                       |                                       |                                       |                                       |                                       | .                                     | .                                     | .                                     | .                                     |                                       |                                       |                                       |                                       |                                       |                                       |                                       |                                       |                                       | 21/22                                 | 570                                   | 7e                                    |
| 2013-2014                             | IN 4e                                 | SP 35e                                | PU Ann.                               | SP 43e                                | PU 24e                                | SP 11e                                | PU 3e                                 | SP 10e                                | PU 14e                                | MS 12e                                | IN 25e                                | PU 7e                                 | SP 14e                                | PU 4e                                 | SP 18e                                | PU 23e                                | IN 17e                                | MS 3e                                 | SP 7e                                 | PU 5e                                 | MS 5e                                 | SP 12e                                | SP 12e                                | PU 16e                                | SP 61e                                | PU                                    | MS 23e                                | 21/22                                 | 570                                   | 7e                                    |
| 2014-2015                             |                                       |                                       |                                       |                                       |                                       |                                       |                                       |                                       |                                       |                                       |                                       |                                       |                                       |                                       |                                       |                                       |                                       |                                       | .                                     | .                                     | .                                     | .                                     |                                       |                                       |                                       |                                       |                                       | 22/25                                 | 606                                   | 11e                                   |
| 2014-2015                             | IN 7e                                 | SP 1er                                | PU 6e                                 | SP 3e                                 | PU N.P.                               | SP 23e                                | PU N.P.                               | MS                                    | SP 13e                                | MS 3e                                 | SP 3e                                 | MS 21e                                | SP 20e                                | PU 23e                                | SP 29e                                | PU 19e                                | IN 35e                                | SP 8e                                 | SP 19e                                | PU 18e                                | IN 52e                                | MS 15e                                | SP 23e                                | PU 17e                                | MS 7e                                 |                                       |                                       | 22/25                                 | 606                                   | 11e                                   |
| 2015-2016                             |                                       |                                       |                                       |                                       |                                       |                                       |                                       |                                       |                                       |                                       |                                       |                                       |                                       |                                       |                                       |                                       |                                       |                                       |                                       | .                                     | .                                     | .                                     | .                                     |                                       |                                       |                                       |                                       | 19/25                                 | 544                                   | 11e                                   |
| 2015-2016                             | IN 4e                                 | SP 5e                                 | PU 9e                                 | SP 30e                                | PU 5e                                 | SP 39e                                | PU 34e                                | MS 12e                                | SP 17e                                | PU 4e                                 | MS 3e                                 | IN 21e                                | MS 4e                                 | SP 20e                                | PU 4e                                 | SP                                    | MS                                    | SP                                    | PU                                    | SP 1er                                | PU 17e                                | IN 43e                                | MS 24e                                | SP                                    | PU                                    | MS Ann.                               |                                       | 19/25                                 | 544                                   | 11e                                   |
| 2016-2017                             |                                       |                                       |                                       |                                       |                                       |                                       |                                       |                                       |                                       |                                       |                                       |                                       |                                       |                                       |                                       | .                                     | .                                     | .                                     | .                                     |                                       |                                       |                                       |                                       |                                       |                                       |                                       |                                       | 20/26                                 | 567                                   | 11e                                   |
| 2016-2017                             | IN                                    | SP 7e                                 | PU 27e                                | SP 20e                                | PU 31e                                | SP 14e                                | PU 9e                                 | MS 11e                                | SP                                    | PU                                    | MS                                    | SP 19e                                | PU 31e                                | IN                                    | MS                                    | SP 13e                                | PU 30e                                | IN 39e                                | MS 12e                                | SP 2e                                 | PU 4e                                 | SP 1er                                | PU 15e                                | SP 12e                                | PU 18e                                | MS 1er                                |                                       | 20/26                                 | 567                                   | 11e                                   |
| 2017-2018                             |                                       |                                       |                                       |                                       |                                       |                                       |                                       |                                       |                                       |                                       |                                       |                                       |                                       |                                       |                                       | .                                     | .                                     | .                                     | .                                     |                                       |                                       |                                       |                                       |                                       |                                       |                                       |                                       | 16/22                                 | 297                                   | 23e                                   |
| 2017-2018                             | IN 22e                                | SP 52e                                | PU 41e                                | SP 78e                                | PU                                    | SP 50e                                | PU 24e                                | MS                                    | SP N.P.                               | PU                                    | IN 58e=                               | MS                                    | SP 1er                                | PU 4e                                 | MS 19e                                | SP 24e                                | PU 9e                                 | IN 23e                                | MS 3e                                 | SP 19e                                | MS                                    | SP 55e                                | PU 49e                                | SP 3e                                 | PU 11e                                | MS 7e                                 |                                       | 16/22                                 | 297                                   | 23e                                   |
| 2018-2019                             |                                       |                                       |                                       |                                       |                                       |                                       |                                       |                                       |                                       |                                       |                                       |                                       |                                       |                                       |                                       |                                       |                                       |                                       |                                       | .                                     | .                                     | .                                     | .                                     |                                       |                                       |                                       |                                       | 20/25                                 | 517                                   | 13e                                   |
| 2018-2019                             | IN                                    | SP                                    | PU                                    | SP 16e                                | PU 16e                                | SP 23e                                | PU 18e                                | MS                                    | SP 33e                                | PU 34e                                | SP 33e                                | MS                                    | SP 15e                                | PU 12e                                | MS 12e                                | SI 1er                                | SP Ann.                               | SP 40e                                | PU 41e                                | SP 9e                                 | PU 2e                                 | IN 37e                                | MS 5e                                 | SP 7e                                 | PU 6e                                 | MS 2e                                 |                                       | 20/25                                 | 517                                   | 13e                                   |
| 2019-2020                             |                                       |                                       |                                       |                                       |                                       |                                       |                                       |                                       |                                       |                                       |                                       |                                       |                                       | .                                     | .                                     | .                                     | .                                     |                                       |                                       |                                       |                                       |                                       |                                       |                                       |                                       |                                       |                                       | 20/21                                 | 786                                   | 2e                                    |
| 2019-2020                             | SP 40e                                | IN 29e                                | SP 8e                                 | PU 1er                                | SP 1er                                | PU 1er                                | MS 1er                                | SP 5e                                 | MS 2e                                 | SP 1er                                | PU 1er                                | IN 18e                                | MS                                    | SP 59e                                | PU 20e                                | IN 15e                                | MS 7e                                 | SP 5e                                 | MS 1er                                | SP 3e                                 | PU 10e                                | SP Ann.                               | PU Ann.                               | MS Ann.                               |                                       |                                       |                                       | 20/21                                 | 786                                   | 2e                                    |
| 2020-2021                             |                                       |                                       |                                       |                                       |                                       |                                       |                                       |                                       |                                       |                                       |                                       |                                       |                                       |                                       |                                       | .                                     | .                                     | .                                     | .                                     |                                       |                                       |                                       |                                       |                                       |                                       |                                       |                                       | 26/26                                 | 1152                                  | 1er                                   |
| 2020-2021                             | IN 67e                                | SP 43e                                | SP 8e                                 | PU 1er                                | SP 2e                                 | PU 17e                                | SP 1er                                | PU 1er                                | MS 2e                                 | SP 1er                                | PU 1er                                | SP 1er                                | MS 8e                                 | IN 18e                                | MS 8e                                 | SP 1er                                | PU 1er                                | IN 23e                                | MS 3e                                 | SP 1er                                | PU 1er                                | SP 1er                                | PU 1er                                | SP 1er                                | PU 2e                                 | MS 7e                                 |                                       | 26/26                                 | 1152                                  | 1er                                   |
| 2021-2022                             |                                       |                                       |                                       |                                       |                                       |                                       |                                       |                                       |                                       |                                       |                                       |                                       |                                       |                                       |                                       | .                                     | .                                     | .                                     | .                                     |                                       |                                       |                                       |                                       |                                       |                                       |                                       |                                       | 17/22                                 | 555                                   | 11e                                   |
| 2021-2022                             | IN 30e                                | SP 28e                                | SP 32e                                | PU 28e                                | SP 6e                                 | PU 16e                                | SP 11e                                | PU N.P.                               | MS                                    | SP                                    | PU                                    | SP 19e                                | PU N.P.                               | IN 11e                                | MS 6e                                 | IN 22e                                | SP 11e                                | PU 3e                                 | MS 2e                                 | SP 2e                                 | PU 1er                                | SP 11e                                | MS 8e                                 | SP 1er                                | PU 1er                                | MS 13e                                |                                       | 17/22                                 | 555                                   | 11e                                   |

### Championnats d'Europe junior
- Médaille d'or du sprint en 2010.
- Médaille de bronze de la poursuite et de l'individuel en 2010.

### IBU Cup
- 3 podiums, dont 1 victoire.